# Selecció de futbol del Sudan
La Selecció de futbol del Sudan és l'equip representatiu del país a les competicions oficials. Està dirigida per l'Associació de Futbol del Sudan, pertanyent a la CAF.

## Competicions internacionals

### Participacions en la Copa del Món
- De 1930 a 1954 – No hi participà
- 1958 – Abandonà durant la classificació
- 1962 i 1966 – Abandonà
- De 1970 a 2018 – No es classificà

### Participacions en la Copa d'Àfrica
- 1957 - Semifinals - 3r
- 1959 - 2n
- 1962 - Abandonà
- 1963 - Final - 2n
- De 1965 a 1968 - No es classificà
- 1970 - Campions
- 1972 - Primera fase
- 1974 - No es classificà
- 1976 - Primera fase
- 1978 - Abandonà
- 1980 - No es classificà
- 1982 - No participà
- 1984 - No es classificà
- 1986 - No participà
- De 1988 a 1996 - No es classificà
- De 1998 a 2000 - No participà
- De 2002 a 2006 - No es classificà
- 2008 - Primera fase
- 2010 - No es classificà
- 2012 - Quarts de final
- 2013 - 2017 No es classificà

## Jugadors destacats
A 24 juliol 2019
En negreta jugadors en actiu.

### Més partits
| #  | Jugador                    | Partits | Gols | Carrera   |
| -- | -------------------------- | ------- | ---- | --------- |
| 1  | Muhannad El Tahir          | 79      | 16   | 2004-2018 |
| 2  | Haitham Mustafa            | 66      | 6    | 2000-2012 |
| 3  | Mudathir Eltayeb           | 58      | 12   | 2007-     |
| 4  | Saif Eldin Ali Idris Farah | 57      | 4    | 2007-     |
| 5  | Samir Salih Fahmi          | 56      | 3    | 1963-1972 |
| 6  | El Muez Mahgoub            | 54      | 0    | 2002-     |
| 7  | Nasr El-Din Abbas          | 53      | 27   | 1963-1972 |
| 8  | Badr Eldin Al Doud         | 51      | 7    | 2002-     |
| 9  | Nasr Eldin El Shigail      | 50      | 0    | 2007-     |
| 10 | Ala'a Eldin Yousif         | 47      | 5    | 2003-2014 |

### Més gols
| # | Jugador           | Gols | Partits | Carrera   |
| - | ----------------- | ---- | ------- | --------- |
| 1 | Nasr El-Din Abbas | 27   | 53      | 1963-1972 |
| 2 | Haytham Tambal    | 20   | 42      | 2003-2011 |
| 3 | Ali Gagarin       | 19   | 33      | 1967-1977 |
| 4 | Muhannad El Tahir | 16   | 79      | 2004-2018 |
| 5 | Faisal Agab       | 13   | 27      | 2000-2012 |
| 6 | Mudathir Eltayeb  | 12   | 58      | 2007-     |